# Molokhia

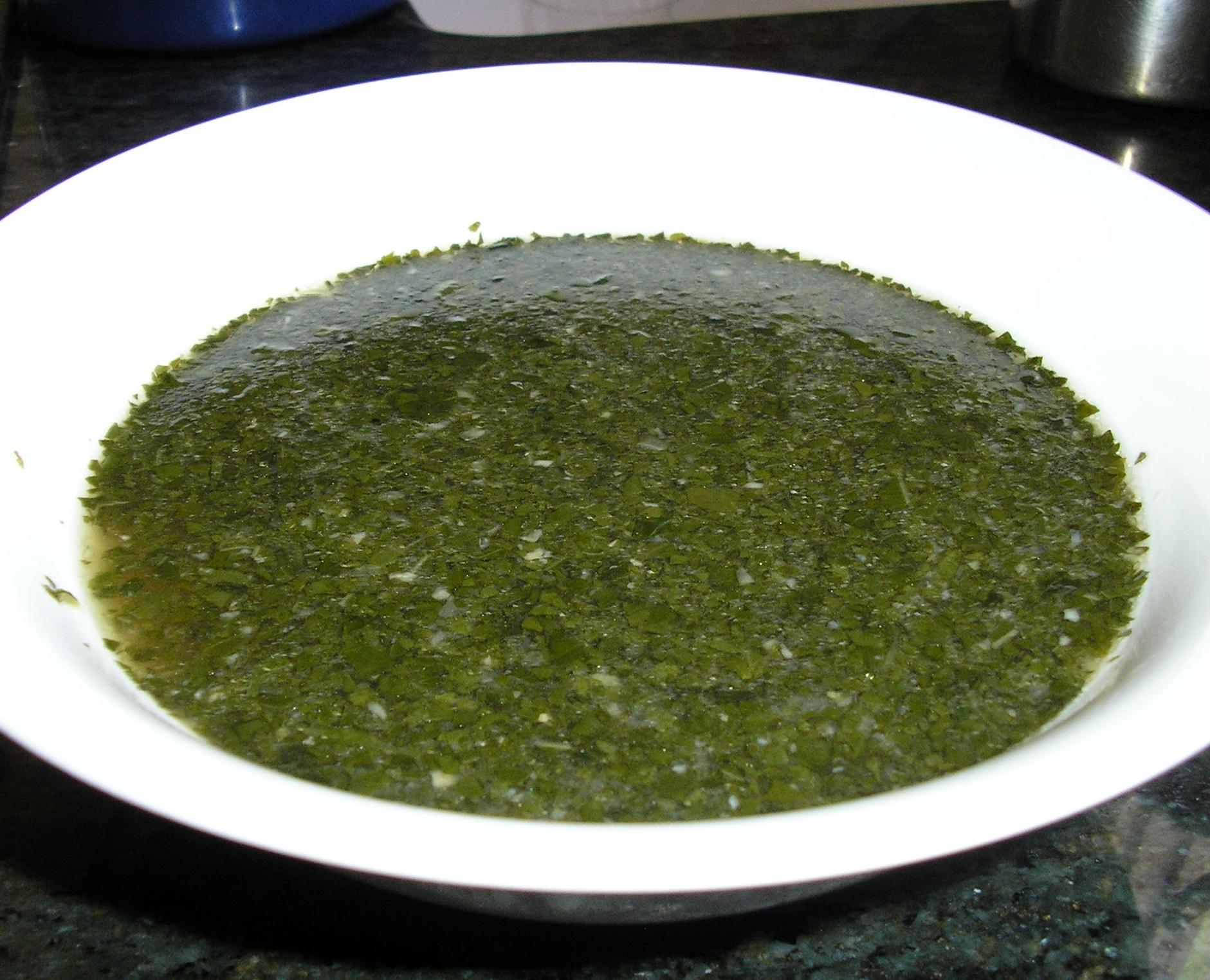
Egyptisk molokhia

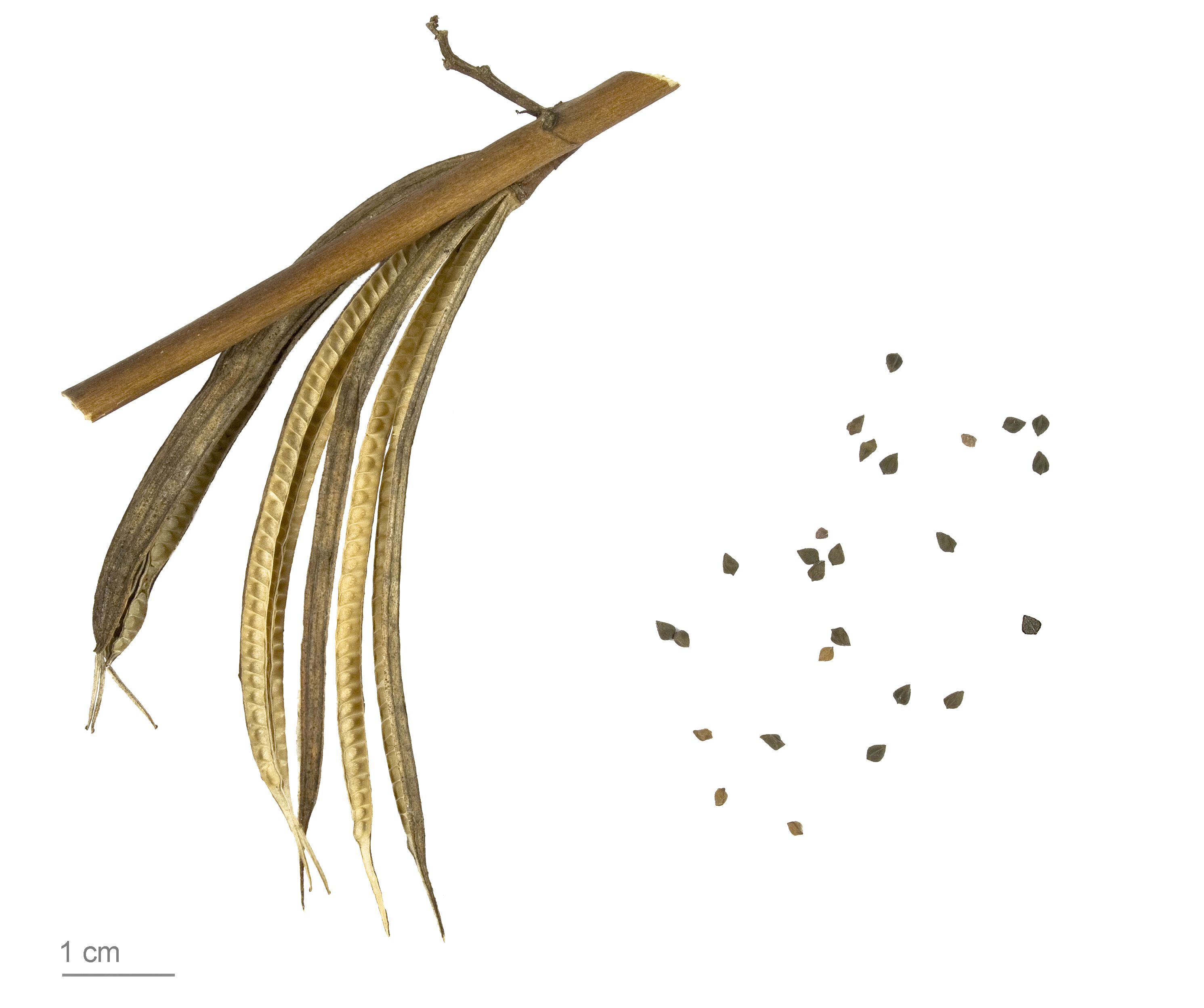
Växt och frön - Corchorus olitorius

Molokhia eller Mulukhiyah, (arabiska: ملوخية), är namnet på en grönsak samt en maträtt som härstammar från Egypten som spritts och äts idag i lokala varianter över större delen av Mellanöstern. Maträtten anrättas av en malvaväxt med samma namn (Corchorus olitorius på latin) och tillagas med eller utan kött.
Rätten är mycket populär i bland annat Egypten där den tillagas till en krämig soppa som till utseendet påminner om spenatsoppa och till konsistensen om rabarberkräm. Det är en huvudrätt som vanligtvis äts tillsammans med ris, kött och bröd.
Namnet Molokhia kommer från ordet molok som betyder kunglig/kungliga. Förr i tiden ansågs rätten vara en rikemans rätt där enbart kungliga hade råd att äta denna därav namnet. 